# Ернст Микола Львович
Микола Львович Ернст (нар. 23 вересня 1889, Київ — 20 березня 1956) — історик, кримознавець. Брат історика та мистецтвознавця Федора Ернста.

## Життєпис
Микола Ернст народився у родині співробітника страхового товариства Людвіга Ернста, який також володів невеликою фабрикою з виробництва мотузок у м. Глухові. Після смерті батька у 1900, Микола Ернст разом з сім'єю переїхав у Глухів, де у 1905 закінчив Глухівську гімназію .
У цьому ж році за пропозицією дядька — відомого київського лікаря-окуліста Ернста Миколайовича Неєзе, який надав Миколі і його брату Федору (Теодору) фінансову допомогу для навчання у Берлінському університеті, поступив на історичне відділення філософського факультету. У 1911 закінчив його зі званням доктора філософії за спеціалізацією російської історії. 
Після переїзду до Києва Микола Львович отримав посаду бібліотекаря в Університеті Святого Володимира і навчався в аспірантурі .
1 травня 1914 року М. Л. Ернста був обраний на посаду бібліотекаря Київського комерційного інституту, але правління вузу потім відмінило цю постанову. З початком Першої світової війни у Києві почали нагнітатися антинімецькі настрої. Братів Миколу та Федора Ернстів заарештували і згодом вислали на проживання в організоване в селі Куртамиш Томської області табір для німців. Вони змогли повернутися до Києва лише в серпні 1917. У цьому ж місяці Микола Львович переїхав до Петрограда, так як не сприймав український національний рух спрямований на автономію від Росії.
У Петрограді спочатку влаштувався позаштатним службовцем у Російській публічній бібліотеці, а 8 квітня 1918 Ернста прийняли співробітником читального залу.
Наприкінці 1918 Микола Львович Ернст переїхав з Петрограда до Сімферополя, де був прийнятий на посаду завідувача Наукової бібліотеки Таврійського університету, на якій працював до 1921. Одночасно отримав посаду приват-доцента, пізніше — професора відразу на двох кафедрах вузу: російської історії та німецької мови. У 1920 був також призначений завідувачем Центрального краєзнавчого музею Тавриди. Він здійснив основні роботи по організації нового музею в Сімферополі. У 1922 р. Микола Ернст перейшов на посаду завідувача археологічного відділу музею та згодом заступником директора з наукової роботи.
Протягом 1921-1937 рр. досліджував у Криму палеолітичні стоянки Кош-Коба (1923), Киїк-Коба (1923–1924), Вовча (1924), у двох печерах поблизу с. Сюрень (1925–1927), Шайтан-Коба (1928), Аджи-Коба (1930); мустьєрську стоянку Чокурча (1928–1936, з перервою); курган ранньої бронзи поблизу с. Бахчи-Елі, де відкрив стелу з епічним сюжетом; скіфські пам’ятки, зокрема городища у Холодній балці (1923) та поблизу с. Ягмурча (1924), могильник поблизу с. Скеля (1924), городище Керменчик-Неаполь Скіфський (1926–1927), склепи пізньоскіфської культури (1927) .
Микола Ернст одночасно брав активну участь у роботі Кримського комітету в справах музеїв і охорони пам'яток мистецтва, старовини та народного побуту. У Таврійському товаристві історії, археології та етнографії спочатку працював постійним секретарем, а згодом був обраний його головою. 
Був одним із організаторів наукових форумів археологів у Керчі (1926) та Севастополі (1927) .
У 1935-1937 рр. Микола Ернст керував експедицією Алупкінського музею, що займалась дослідженнями історико-акрхеологічних пам'яток Криму і збиранням фольклора кримських татар . За результатами цієї роботи у 1936 р. було опубліковано збірку «Казки і легенди татар Криму» (рос. мовою), а у 1937 р. - "Анекдоти про Ходжу Насредіна та Ахмет Ахая" (рос. мовою) . Микола Ернст склав примітки і пояснення до казок, а також підготував до друку три легенди, що увійшли до збірки 1936 року . 
Згідно записів співробітника Алупкінського музею і активного учасникам експедиції по збиранню кримськотатарського фольклору Сергія Коцюбинського, що збереглися в архіві Алупкінського музею, Микола ернст під час експелиції також збирав античні легенди про Крим . Вони були опубліковані ним в журналі «Литература и искусство Крыма»: "Іфігенія" (1935), "Повстання рабів", "Одисей у Лестригонів", "Іо" (1936) . Неопублікованими залишились легенди "Аргонавти", "Амага і Тіргатао", "Заповіт скіфського царя Скілура", "Легенда про Гікію" (1937) .
У 1938 році Микола Львович був заарештований , звинувачений у шпигунстві на користь Німеччини  й германофільську пропаганду в кримознавстві. Його засудили до 8 років позбавлення волі. Покарання відбував в Горьківській області , де працював лісорубом. У 1946 р. був звільнений, як спецпоселенець мешкав у Прокоп’євську .
14 вересня 1949 р. був повторно заарештований за звинуваченням у антирадянській діяльності, засуджений  до 5 років  ув'язнення . Засланий у табір Кемеровської області. У 1953 р. був звільнений за амністією, працював бухгалтером у Прокоп’євську Кемеровської області РРФСР .  20 березня 1956 року помер від інфаркту. У 1958 році був реабілітований.

## Праці
1. Путивль и его посад в первой половине XVII в. К., 1914;
2. Неаполь Скифский (к столетию со времени первых раскопок) // Вторая конф. археологов СССР в Херсонесе. Св., 1927;
3. Эски-Кермен и пещерные города Крыма // Изв. Гос. академии истории материал. культуры. Сф., 1929. Т. 3;
4. Люди ледникового периода в Крыму. Сф., 1930;
5. Летопись археологических раскопок и разведок в Крыму за 10 лет (1921–1930) // Изв. Таврич. об-ва истории, археологии и этнографии. Сф., 1931. Т. 3;
6. Раскопки палеолитической стоянки в Чокуртинском гроте у Симферополя // Там само;
7. Исторические и археологические памятники Южного берега Крыма // Социалист. реконструкция Южного берега Крыма. Сф., 1936;
8. Обзор археологических исследований в Крыму в 1935 // Советская археология. 1937. № 3.

## Зовнішні посилання
- Українських археологів переслідували в СРСР. Вони спростували ідею про єдиний «радянський народ» [Архівовано 28 червня 2021 у Wayback Machine.]